# Primul Război Italo-Etiopian
Primul Război Italo-Etiopian a fost un conflict militar dintre Italia și Etiopia care a avut loc între anii 1895 și 1896. Conflictul și-a avut originea într-un tratat care, în accepțiunea italienilor, transforma Etiopia într-un protectorat italian. Italia a fost sprijinită în război de ceilalți membri ai Triplei Alianțe – Imperiul German și Austro-Ungaria. Spre surprinderea italienilor, împăratul etiopian Menelik al II-lea a fost sprijinit de inamicii săi tradiționali, astfel încât armata italiană, care a atacat din Eritreea Italiană în 1893, a trebuit să facă față unor forțe mai puternice decât s-ar fi așteptat. În plus, Etiopia a fost sprijinită de Imperiul Rus, care a oferit consultanți militari, a asigurat instruirea trupelor și a vândut arme etiopienilor pe toată perioada războiului. Etiopia a fost sprijinită din punct de vedere diplomatic și de Franța, care nu dorea ca Italia să devină competitor colonial în Africa. Luptele au început în 1895, când trupele italiene au atacat. La început, italienii au înregistrat câteva succese, până când trupele etiopiene au contraatacat și au asediat fortul Meqele, ai cărui apărători au fost forțați în cele din urmă să se predea. Înfrângerea italienilor a fost consfințită de Bătălia de la Adwa, în timpul căreia armata etiopiană a dat o lovitură decisivă trupelor italiene aflate într-o mare inferioritate numerică. Italienii au fost obligați să se retragă în Eritreea. În această bătălie, italienii au suferit pierderi de 7.000 de oameni și 3.000 de prizonieri. În plus, 1.200 de ascari din Eritreea au fost uciși, iar 800 de eritreeni au fost luați prizonieri și mai apoi mutilați de către etiopieni ). Pierderile etiopienilor au fost estimate la aproximativ 4.000 de soldați morți. 
Aceasta nu a fost prima victorie a africanilor împotriva colonizatorilor occidentali, dar a fost prima oară când o armată africană a oprit definitiv eforturile de colonizare a unei națiuni europene. După cum spunea istoricul Joanas Raymond, „Într-o epocă de neobosită expansiune europeană, numai Etiopia și-a apărat cu succes independența.”

## Contextul istoric
Khedivul of Egipului, Isma'il Pașa, cunoscut și cu numele de „Isma'il Magnificul”, a cucerit Eritreea ca parte a eforturilor sale de constituire a unui imperiu african. Isma'il a încercat să își continue cuceririle cu Etiopia, dar campaniile militare egiptene s-au încheiat cu o înfrângere umilitoare. După intrarea în incapacitate de plată a Egiptului din 1876 și revolta ansarilor de sub conducerea lui Mahdi din 1881, poziția egiptenilor din Eritreea a ajuns să fie fără ieșire – forțele egiptene, neplătite de câțiva ani, erau izolate de restul armatei. Începând cu 1884, egiptenii au început să se retragă atât din Sudan cât și din Eritreea.
Egiptul fusese în sfera de influență a Franței până în 1882, când Regatul Unit a ocupat teritoriul țării. Un obiectiv important al politicii externe franceze de până în 1904 a fost diminuarea puterii britanicilor în zonă și readucerea Egiptului în sfera proprie de interes. În 1883, francezii au creat colonia French Somaliland, ceea ce a permis acestora să înființeze o bază navală în portul Djibouti, port la Marea Roșie. Deschiderea Canalului Suez din 1869 a transformat Cornul Africii într-o regiune extrem de importantă din punct de vedere strategic, de timp ce vasele de război cu bazele în Cornul Africii puteau interzice transportul pe calea apelor efectuat de orice vas care naviga în Marea Roșiei. Prin construirea unei baze navale la Marea Roșie, de unde se puteau intercepta vasele britanice de transport, francezii sperau să reducă valoarea pentru britanici a Canalului Suez, pe care mai apoi să îi scoată din Egipt. Un istoric francez scria in anul: „Importanța Djiboutiului este dată aproape exclusiv de unicitatea poziției sale geografice, ceea ce îl transformă într-un port de tranzit și depozit natural pentru zone mai mult populate decât teritoriul său ... provinciile bogate din centrul Etiopiei”. Istoricul britanic Harold Marcus considera că pentru francezi: „Etiopia a reprezentat intrarea spre valea Nilului; dacă ar putea obține hegemonie asupra Etiopiei, visul ei la un imperiu african francez de la vest spre est ar fi mai aproape de realitate”. Britanicii au reacționat sprijinind în mod substanțial ambițiile italienilor în Cornul Africii, acesta fiind considerată cea mai bună metodă pentru împiedicarea planurilor francezilor.
Pe 3 iunie 1884, a fost semnat Tratatul Hewett între Regatul Unit, Egipt și Etiopia prin care le era permis ultimilor să ocupe părți ale Eritreii și să își tranziteze mărfurile prin Massawa fără taxe vamale. Din punctul de vedere al britanicilor, era foarte important ca francezii să nu îi înlocuiască pe egipteni în Eritreea și să nu le permită francezilor să își stabilească baze navale în Marea Roșie. Prezența franceză în Marea Roșie ar fi amenințat transporturile navale britanice prin Canalul Suez. În plus, britanicii nu doreau să se implice în guvernarea Eritreii, ceea ce ar fi presupus cheltuieli mari, și căutau o altă putere care să îi înlocuiască pe egipteni. Tratatul Hewettt lăsa să se înțeleagă că Eritreea urma să cadă în sfera de influență etiopiană după retragerea egiptenilor. Dacă la început Londra îl încurajase pe împăratul Yohannes al IV-lea să ocupe Eritreea, britanicii au decis până la urmă să le permită italienilor să guverneze regiunea. În cartea sa de istorie a Etiopiei, Augustus Wylde a scris: „Anglia s-a folosit de regele Ioan [împăratul Yohannes] atâta vreme cât a fost de vreun folos după care l-au aruncat la milostiva îndurare a Italiei... Este una dintre cele mai rele afaceri dintre multele de care ne facem vinovați în Africa... una dintre cele mai infame exemple de trădare”. După ce francezii au reușit să transforme pe neașteptate Tunisia în protectorat în 1881, opinia publică italiană a fost înfuriată de ceea ce a fost numit „Schiaffo di Tunisi” („pălmuirea tunisiană”), politica externă a guvernului de la Roma a devenit agresiv antifranceză. Din punctul de vedere al britanicilor, permisiunea acordată italienilor să ocupe Eritreea era cea mai bună soluție pentru păstrarea a porturilor de la Marea Roșie în afara controlului francez. În 1882, Italia s-a alăturat alianței împotriva Franței a Germaniei și Austro-Ungariei.
Pe 5 februarie 1885, trupele italiene au debarcat la Massawa înlocuindu-i pe egipteni. Din punctul de vedere al guvernului italian, era binevenită implicarea în politica imperialistă, care ajuta distragerea atenției opiniei publice de la eșecurile de după unificarea țării (Risorgimento). 
În 1861, unificarea țării ar fi trebuit să marcheze începutul unei noi era de glorie italiană, iar mulți italieni erau profund dezamăgiți să constate că nu se schimbaseră prea multe în noul Regat al Italiei, unde o mare majoritate a cetățenilor trăiau încă într-o sărăcie cumplită. În compensație, în clasele superioare s-a dezvoltat o orientare șovină, cu ziarul Il Diritto publicând un editorial în care afirma: „Italia trebuie să fie gata. Anul 1885 va decide soarta ei ca mare putere. Este nevoie să simțim responsabilitatea unei noi epoci; să redevenit bărbații puternici care nu se temea de nimic, cu dragoste sacră față de patrie, de întreaga Italie, în inimile noastre”. În tabăra etiopiană, războaiele pe care împăratul Yohannes la început împotriva invadatorilor egipteni în deceniul al optulea și mai apoi împotriva statului mahdist sudanez în deceniul următor erau proclamate războaie sfinte pentru apărarea creștinismului împotriva islamului, crescând credința populară că Etiopia este o țară specială virtuoasă și sfântă. Lupta împotriva ansarilor sudanezi a complicat relațiile lui Yohannes cu italienii – daca uneori cerea ajutor militar italienilor în lupta împotriva musulmanilor, alte ori se opunea lor și propunea un armistițiu ansarilor.
Pe 18 ianuarie, un detașament italian de avangardă a învins o formațiune etiopiană într-o luptă scurtă în dreptul satului Saati. La scurtă vreme însă, în ajutorul etiopienilor au venit unități noi, efectivele cărora au depășit numeric cu mult pe italienei, care au fost încercuiți în sat. În ajutorul militarilor blocați în Saati au fost trimiși în ajutor 500 de soldați italieni și 50 de auxiliari eritreeni în frunte cu colonelul Christoforis. În timp ce se deplasa spre Saati, în dreptul localității Dogali, italienii lui Christoforis au căzut într-o ambuscadă organizată de etiopieni. Etiopienii înarmați doar cu sulițe i-au silit pe italieni să se retragă în două rânduri pe un deal din zonă. După ce italienii au rămas fără muniție, comandantul etiopian Ras Alula a ordonat oamenilor săi să atace. În lupta care a urmat, italienii au luptat la baionetă împotriva etiopienilor înarmați cu sulițe. În Bătălia de la Dogali, italienii au pierdut 23 de ofițeri și 407 alți militari uciși. Ca urmare a înfrângerii camarazilor lor la Dogali, italienii au abandonat Saati și s-au retras spre litoralul Mării Roșii. Ziarele italiene au calificat drept „masacru” lupta de la Dogali și au criticat dur comandanții Regio Esercito pentru faptul că unitatea lui Chistoforis nu fusese aprovizionată cu suficientă muniție. După ce mai întâi îi încurajaseră pe etiopieni să ocupe Eritreea, pentru ca mai apoi să îi sprijine pe italieni să ocupe regiunea, britanicii au realizat că războiul se îndreaptă către un final nedorit de ei și, temându-se că italienii aveau să piardă, au decis să încerce să medieze o pace.
Consulul britanic în, Gerald Portal, a fost trimis în 1887 să medieze între etiopieni și italieni mai înainte ca acest conflict să se agraveze. Portal a călătorit pe calea apelor pe un vas egiptean, Narghileh, pe care l-a descris ca un „vapor mic, murdar, unsuros, care se îndrepta Jeddah, Suakin și Massawa, în care am descoperit în curând că tovarășii noștri de călătorie erau gândacii și alte nenumărate animale mici, o turmă de oi, câteva vaci, mulți cocoși, găini, curcani și gâște și o duzină de aventurieri greci de rău augur, care apar întotdeauna precum vulturii în jurul unui cadavru ori de câte ori apare o posibilitate pentru o campanie în Africa de nord”. Portal a fost primit de împăratul Yohannes pe 4 decembrie 1887, căruia i-a oferit daruri și i-a predat o scrisoare din partea reginei Victoria, care îl îndemna să găsească o soluție pentru încetarea luptelor cu italienii. Portal a raportat: „Ceea ce ar fi putut fi posibil în august sau septembrie a fost imposibil în decembrie, când toate imensele forțele disponibile în țară erau deja mobilizate; și că nu mai există nici o speranță de rezolvare satisfăcătoare a dificultăților dintre Italia și Abisinia [Etiopia] până când problema supremației relative ale acestor două națiuni nu a fost decisă de apelul la sorții războiului... Niciunul dintre cei care au văzut odată natura cheilor, râpelor și trecătorilor montane din apropierea frontierei abisiniene nu se poate îndoi vreun moment că orice înaintare a unei armate civilizate în fața hoardelor ostile abisiniene se va realiza cu prețul unor pierderi înfricoșătoare de vieți omenești de ambele părți... Abisinieni sunt primitivi și nestatornici, dar ei compensează prin un curaj colosal, prin disprețul față de moarte și prin mândria națională care îi face să îi privească de sus orice ființă umană care nu a avut norocul să se nască abisinian”. Portal și-a încheia raportul scriind că italienii făceau o greșeală pregătindu-se de război împotriva Etiopiei: „Este vechea, vechea poveste, disprețul față de un inamic viteaz datorită pielii sale, care este întâmplător ciocolatie sau maronie sau neagră, sau pentru că oamenii săi nu a trecut prin instruiri tradiționale de trageri în poligon, instrucție în cazarmă sau manevre de toamnă”.
Înfrângerea de la Dogali i-a făcut pentru moment mai precauți pe italieni. Pe 10 martie 1889, împăratul Yohannes a murit după ce a fost rănit într-o luptă împotriva ansarilor. Pe patul de moarte, el a recunoscut că Ras Mengesha, care era considerat fiul fratelui lui, era de fapt fiul său și a cerut ca acesta să îi succeadă la tron. Dezvăluirea faptului că împăratul se culcase cu soția fratelui lui i-a scandalizat pe tradiționaliștii etiopieni, care l-au proclamat în schimb împărat pe Negusul Menelik pe 26 martie 1889. Ras Mengesha, unul dintre cei mai puternici aristocrați etiopieni, a fost nemulțumit pentru că nu a fost proclamat împărat și, pentru o vreme, s-a aliat cu italienii împotriva împăratului Menelik. În statul feudal etiopian nu exista o armată permanentă, în schimb nobili mobilizau soldații și organizau trupele în numele împăratului. În decembrie 1889, italienii au înaintat în interiorul Etiopiei și au cucerit orașele Asmara și Keren și o lună mai târziu au cucerit și Adowa.

## Tratatul de la Wuchale
Pe 25 martie 1889, stăpânul regiunii Shewa, Menelik al II-lea, după ce a cucerit provinciile Tigray și Amhara, s-a autoproclamat împărat al Abisiniei (Etiopiei). Pe 2 mai, el a semnat Tratatul de la Wuchale cu italieni, care părea că oferă italienilor controlul asupra Eritreii, litoralului Mării Roșii spre nord-estul Etiopiei la schimb cu recunoașterea legitimității lui Menelik. Menelik al II-lea a continuat politica lui Tewodros al II-lea de integrare a Etiopiei. 
Până la urmă s-a dovedit că tratatul bilingv nu conținea aceleași prevederi în italiană și amharică. Versiunea italiană nu dădea etiopienilor o „autonomia semnificativă’’ așa cum era scris în versiunea amharică. Textul italian stabilea un protectorat al Romei asupra Etiopiei, dar versiunea amharică prevedea doar că Menelik ar putea contacta puterile străine și conduce afacerile externe prin intermediul Italiei, dacă ar alege această cale. Diplomații italieni au susținut că textul original amharic a inclus clauza, dar Menelik a semnat cu bună știință o copie modificată a tratatului. În 1889, italienii au informat toate guvernele europene că, în urma semnării tratatului de la Wuchale, Etiopia era acum un protectorat italian și, ca urmare, alte națiuni europene nu pot avea relații diplomatice cu Etiopia. Cu excepția Imperiului Otoman, care nu renunțase la pretențiile asupra Eriteii, și Imperiului Rus, căreia nu îi plăcea ideea că o națiune creștin-ortodoxă răsăriteană a ajuns să fie subjugată de o alta catolică, toate puterile europene au acceptat pretențiile Italiei.
Afirmația italienilor conform căreia Menelik era la curent cu prevederile Articolului XVII, prin care Abisinia era transformată într-un protectorat italian, pare neaadevărată, de vreme ce Menelik a trimis scrisori diplomatice reginei Victoria și împăratului Wilhelm al II-lea la sfârșitul anului 1889. La începutul anului următor, Menelik a primit răspunsuri conform cărora nici Regatul Unit, nici Imperiul German nu pot avea relații diplomatice cu Etiopia din pricina Articolului XVII al tratatului de la Wuchale, o situație de fapt care a fost un șoc pentru împăratul abisinian. Dacă răspunsul reginei Victorica a fost unul politicos, scrisoarea lui Wilhelm a fost dură, afirmând că atâta vreme cât regele Umberto I era un mare prieten al Germaniei, violarea de către Menelik a presupusului protectorat italian era o gravă insultă la adresa monarhului italian și adăuga că împăratul german nu voia să mai audă de Menelik vreodată. Mai mult decât atât, Menelik nu cunoșta italiana și semnase doar textul amharic al tratatului, fiind asigurat înainte să semeneze că nu există diferențe între textele italian și amharic. Diferențele dintre textele din italiană și amharic erau datorate intervenției ambasadorului italian la Addis Abeba , contele Pietro Antonelli, care primise instrucțiuni de la guvernul italian să obțină cât mai mult teritoriu posibil în negocierile cu împăratul Menelik. Cu toate acestea, știind că Menelik a fost încoronat acum ca „Rege al Regilor” și că avea o poziție puternică, Antonelli se afla în situația de neinvidiat a negocierii unui tratat pe care propriul său guvern ar putea să îl respingă. Prin urmare, el a introdus declarația prin care Etiopia renunță la dreptul la o politică externă proprie, ca o modalitate de a-și mulțumi superiorii, care altminteri l-ar fi putut concedia pentru că obținuse doar mici câștiguri teritoriale. Antonelli vorbea fluent amharica și i-a oferit lui Menelik pentru semnare doar textul amharic, care prin articolul XVII prevedea doar că regele Italiei oferea serviciile diplomaților italieni la dispoziția împăratului Etiopiei, care să îl reprezente în străinătate, dacă dorea acest lucru. Când subtrefugiul său a fost demascat în 1890, Menelik declarând indignat că nu ar fi semnat niciodată un tratat prin care să renunțe pentru oricine la independența țări sale, Antonelli, care plecase deja de la post din Addis Abeba , a făcut declarații rasiste, spunând superiorilor săi din Roma că Menelik nu era decât un negru, că era prin aceasta necinstit în mod intrisec și că era natural ca împăratul să mintă cu privire la faptul că fusese de acord să accepte protectoratul italian.
Premierul italian Francesco Crispi era un imperialist învederat, care credea că proaspăt unificata Italie trebuia să cucerească „grandoarea unui al doilea Imperiu Roman”. Crispi considera că regiunea Cornului Africii era cel mai bun loc de unde italienii puteau să înceapă edificarea unui nou Imperiu Roman. Ziaristul american James Perry a scris că premierul „Crispi era un prost, un bigot și un om foarte periculos”. Din cauza refuzului Etiopiei să respecte versiunea italiană a tratului și în ciuda greutăților economice din peninsulă, guvernul italian a decis să intervină în forță în Abisinia pentru impunerea prevederilor tratatului. Italienii au considerat că pot exploata divegențele dintre diferitele tabere etiopiene și că pot să se folosească de superioritea tactică și tehnologică pentru a contrabalansa inferioritatea numerică. Eforturile împăratului Menelik, considerat la Londra ca fiind filofrancez, să unifie Etiopia și prin aceasta să aducă sub controlul său izvoarele Nilului Albastru, era considerată la Whitehall ca o amenințare la păstrarea Egiptului în sfera de influență britanică. Cum Menelik înregistra succese continui în acțiunea de unificare a Etiopiei, Londra a încurajat Rom să se invadeze Etiopia și să o cucerească odată pentru totdeauna.
Din punct de vedere politic exista un contexte european tensionat: în Tripla Alianță existau neînțelegeri, iar Italia era curtată de Marea Britanie. Două protocoale secrete anglo-italiene fuseseră semnate în 1891, prin acestea Londra lăsa cea mai mare parte a Etiopiei în sfera de influență italiană. Franța, care era membr al Alianței franco-ruse inamice, avea propriile revendicări în Eritreea și negocia cu Italia pentru obținerea unor poziții mai bune în Tunisia, la schimb cu renunțarea pretențiilor din Eritreea. În tot acest timp, Rusia oferea arme, sprijin diplomatic și consilieri militari Etiopiei. It had been trying to gain a foothold in Ethiopia,. În 1894, după denunțarea tratatului de la Wuchale, a primit misiunea etiopiană la Sankt Petersburg și a trimis un lot important de arme și muniții în Etiopia. This support continued after the war ended. Scriitorul rus Alexander Bulatovich, care a plecat în Etiopia ca voluntar în Crucea Roșie, avea să scrie în carțile sale de călătorie că etiopienii se convertiseră la creștinism mai înaintea popoarelor europene, i-a descris pe etiopieni ca profund religioși, asemănători din acest punct de vedere cu rușii, și afirma că etiopienii nu au „nivelul cultural scăzut” al altor popoare africane, fiind prin acestea egali cu europenii. Germania și Austria sprijineau Italia, partenerul lor în Tripla Alianță, în vreme ce Franța și Rusia sprijineau Etiopia. 

## Primele campanii

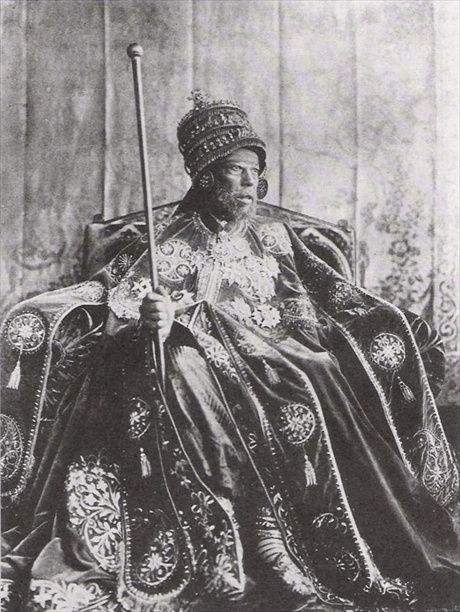
Împărtatul Menelik al II-lea

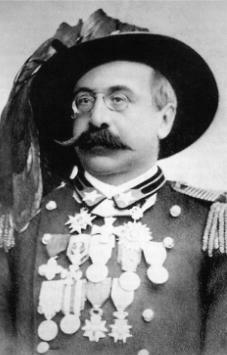
Oreste Baratieri

În 1893, Menelik a considerat că domnia sa în Etiopia nu mai este contestată și ca urmare a repudiat tratatul. Italienii au răspuns prin exercitarea de presiuni asupra imperiului, inclusiv prin anexarea unor mici teritorii de la granița regiunilor pe care le ocupaseră deja prin tratatul de la Wuchale, pentru ca acțiunilor lor să culmineze în decembrie 1894 cu o campanie militară pe celălalt mal al Mareb în Tigray (la granița cu Eritreea). Italienii s-au așteptat ca lideri locali sau aristocrați puternici precum negusul Tekle Haymanot al Gojjamului, Ras Mengesha Yohannes și sultanul din Aussa să li se alăture împotriva lui Menelik. În schimb, toți etnicii tigrayani sau amhari au trecut imediat de partea lui Menelik într-o demonstrație de naționalism și sentimente antiitaliene. În cazul unor lideri locali cu o loialitate oscilantă, ca de exemplu sultanul din Aussa, Menelik a exercitat presiuni prin dislocarea în zonă a unor unități militare imperiale. În iuinie 1894, Ras Mengesha și generalii săi au intrat în Addis Abeba cărând pietre mari pe care le-au aruncat jos în fața împăratului Menelik (un gest care este un simbol al supunerii în cultura etiopiană). În Etiopia, circula în acea vreme o zicală: „De mușcătura unui șarpe negru te poți vindeca, dar după mușcătura unui șarpe alb nu îți vei reveni vreodată”. Etiopia a demonstrat o unitate națională copleșitoare, numeroși nobili altădată turbulenți s-au declarat de parte împăratului, care a insistat că Etiopia, spre deosebire de alte națuni africane, avea să își păstreze libertatea și nu avea să fie supusă Italiei. Rivalitățile etnice dintre tigrayani și amhari pe care mizaseră italienii nu s-a dovedit un factor care să funcționeze în favoarea lor, de vreme ce Menelik își convinsese conaționalii că europenii îi oprimau pe toți africanii negri, indiferent de etnia lor, dovadă fiind politicile segregaționiste din Eritrea, care erau aplicate tuturor oamenilor de culoare. În ultimii patru ani, Menelik își dotase armata cu arme moderne și muniție cumpărate de la francezi, englezi sau chiar și italieni, puterile coloniale europene fiind interesate să îșî mențină controlul asupra aspirațiilor nord-africanilor. De asemenea, europenii au încercat să folosească armata etiopiană ca o amenițare potențială împotriva mahdiștilor.
În decembrie 1894, Bahta Hagos a condus o insurecție împotriva italienilor și a cerut sprijin lui Mengesha. Generalul Oreste Baratieri a trimis o unitate militară puternică sub comanda maiorului Pietro Toselli, care i-au zdrobit pe rebeli în Bătălia de la Halai și l-a ucis pe Bahta. După victorie, armata italiană a ocupat capitala regională, Adwa. Baratieri a crezut că Mengesha se pregătea să invadeze Eritreea și a atacat la Coatit în ianuarie 1895. După victorie, italienii i-au urmărit pe etiopienii în retragere, reușind să captureze arme și documente importane care dovedeau complicitatea cu Menelik. Victoria italienilor în această campanie, la care se adăugau victoriile în lupta împotriva mahdiștilor sudanezi, l-au făcut pe generalul Baratieri să subestimeze greutățile pe care ar fi trebuit să le depășească în cazul une campanii împotriva lui Menelik. În acest moment, împăratul Menelik a luat legătura cu francezii, oferindu-le un tratat de alianță. Francezii nu doreau să îl sprijine pe împărat, pentru că erau mai interesați să obțină aprobarea italienilor pentru tratatul de la Bardo prin care să își asigure controlul asupra Tunisiei. În condițiile în care Etiopia era practic singură în conflictul cu italienii, împăratul Menelik a emis o proclamație prin care cerea bărbaților din Shewa să de înroleze în armata lui la Were Ilu.
În fața amenințării unei invazii italiene, etiopienii s-au mobilizat în masă în întreaga țară. De mare folos în mobilizare a fost sistemul imperial fiscal și de taxare care fusese de curând modernizat. Ca urmare, o armată mobilizată rapid, cu efective de 196.000 de oameni din toate regiunile Abisiniei, dintre care mai mult de jumătate era înarmată cu puști moderne, s-a adunat la Addis Abeba  în sprijinul împăratului și pentru apărarea patriei.
Singurul aliat european al Etipiei era Rusia. Împăratul Etiopiei a trimis prima misiune diplomatică la St. Petersburg în 1895. În iunie 1895, ziarele din capitala Rusie scriau: „... Menelik al II-lea și-a trimis misiunea diplomatică în Rusia, în care erau incluși prinții și episcopul său”. Cetățenii capitalei au venit la gară să îi întâmpine pe prințul Belyakio și ceilalți membrii ai delegaței etiopienen. Cele două imperii au semnat un acord prin care Rusia urma să acorde ajutor militar Etiopiei.
Următoarea înfruntare etiopiano-italiană a avut loc la Amba Alagi pe 7 decembrie 1895. În timpul luptelor, soldații etiopieni au străpuns apărarea italienilor, care săpaseră tranșee într-o poziție fortificată natural, și i-a silit pe aceștia din urmă să se retragă în Eritreea. O parte a trupelor italiene comandate de generalul Giuseppe Arimondi au ajuns la fortul neterminat Meqele. Arimondi a lăsat aici o mică garnizoană aproximativ 1.150 askari și 200 de italieni sub comanda maiorului Giuseppe Galliano. Grosul forțelor sale au fost deplasate la Adigrat, unde generalul Oreste Baratieri concentra forțele italiene disponibile. 
Primele unități etiopiene au ajuns la Meqele în următoarele zile. Ras Makonnen a asediat fortul Meqele pe 18 decembrie. Comandantul italian a inițiat negocieri pentru o posibilă capitulare, pe care le-a folosit cu abilitate pentru amânarea atacului etiopienilor asupra fortului. La începutul lunii ianuarie, asediatorilor li s-au adăugat împăratul Menelik, care era însoțit de soția sa, Taytu Betul, în fruntea unei puternice forțe militare. Împăratul a continuat asediul pentru 16 zile (6–21 ianuarie 1896). După mai multe asalturi eșuate ale etiopienilor, garnizoana italiană s-a predat cu permisiunea cartierului general italian. Menelik le-a permis italienilor să plece cu armele din dotare și le-a oferit învinșilor catâri și animale de povară cu care să își transporte bagajele. Dacă unii istorici consideră că acest act de generozitate a fost făcut de Menelik pentru facilitarea unei încheieri pașnice a conflictului, Harold Marcus a subliniat că escorta etiopiană a convoiului italian a fost un avantaj tactic pentru împărat: „Menelik a reușit cu șiretenie să se plaseze în Hawzien, la Gendepata, lângă Adwa, unde trecătorile montane nu erau apărate de fortificații italiene."
Pentru că italienii erau puternic depășiți numeric, Baratieri a evitat lupta directă. El știa că datorită lipsei infrastructurii, etiopineii nu puteau menține mobilizați multă vreme un număr important de soldați. Pe de altă parte, Baratieri nu cunoștea cu adevărat numărul real al soldațlor etiopieni cu care trebuia să lupte armata sa și de aceea a ales soluția retragerii într-o poziție fortificată în Tigray. Guvernul italian al premierului Francesco Crispi nu concepea însă ca forțele sale armate să fie înfruntate de o putere neeuropeană. Premierul a dat ordine clare lui Baratieri să avanseze în teritoriul inamic și să se angajeze într-o bătălie hotărâtoare. 

## Bătălia de la Adwa
Bătălia decisivă a războiului s-a dat la nord de orașul Adwa (ori Adowa) pe 1 martie1896. Armata italiană era compusă din patru brigăzi cu efective de aproximativ 17.700 de oameni și 56 de piese de artilerie. Tabăra etiopiană număra între 73.000 și 120.000 de oameni (80.000 până la100.000 cu arme de foc. Richard K. P. Pankhurst afirmă că etiopienii aveau aproximativ 100.000 de puști, dintre care cam o jumătate erau arme moderne cu tragere rapidă), și aproape 50 de piese de artielerie. 
Generalul Baratieri a planificat un atac dimineața devreme, care să îi asigure efectul surpriză împotriva armatei etiopiene mai numeroase, ai cărei soldați ar fi trebuit să doarmă încă. În tabăra etiopiană, soldații se treziseră foarte devreme pentru slujba de dimineață, iar în momentul în care santinelele au dat alarma, s-au mobilizat și au atacat fără întârziere. Forțele italiene au fost lovite de valuri succesive de atacuri. La un moment dat, Menelik a ordonat ca cei 25.000 de soldați aflați în rezervă să atace, aceștia reușind să distrugă o întreagă brigadă italiană. O altă brigadă a fost izolată de restul forțelor italiene și a fost distrusă de șarja cavaleriei etiopiene. Ultimele două brigăzi au fost puternic afectate de atacuri și, cu efectivele înjumătățite s-au retras în jurul prânzulu. 
Dacă victoria lui Menelik se datora în mare parte superiorității numerice, trebuie spus că și dotarea și instruirea făcută conform planurilor împăratului au avut o contribuție importantă la obținerea victoriei. În ciuda faptului că armata etiopiană avea un sistem feudal de organizare, aceasta s-a dovedit capabilă să execute corect planul strategic întocmit la cartierul general al lui Menelik. Totuși, armata etiopiană a avut propriile probleme. Prima a fost calitatea armelor, în condițiile în care atât autoritățile britanice cât și cele italiene puteau sabota transportul puștilor moderne Mosin–Nagant și Berdan din Rusia în Etiopia, țară care nu avea acces la mare. În al doilea rând, organizarea feudală a armatei a însemnat că aproape întreaga forță era compusă din miliții țărănești. Experții militari ruși care îl consiliau pe Menelik i-au sugerat să renunțe la tacticile de hărțire a inamicului în favoarea unui atac cu toate forțele efectuat pe întreaga lungime a frontului, prin care să fie neutralizată puterea de foc superioară a italienilor și să fie depășite problemele legate de dotare, organizare și instruire. 

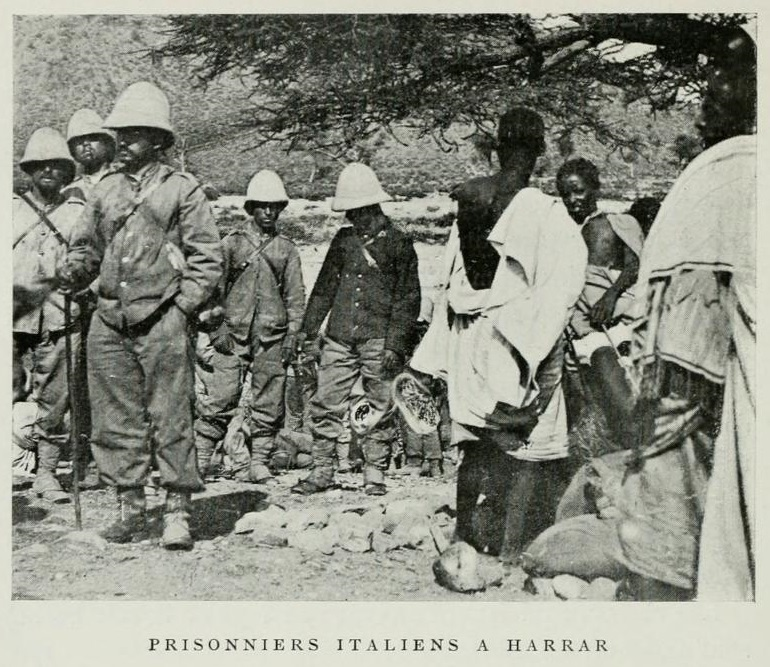
Prionieri italieni în așteptarea repatrierii

Unii dintre consilierii ruși ai lui Menelik și o unitate de cincizeci de voluntari ruși au participat la bătălie, printre ei aflându-se și ofițerul [p[Cazaci din Kuban|armatei cazaclor din Kuban]], Nikolai Leontiev Sprijinul rusesc pentru Etiopia s-a concretizat și în sosirea unei misiuni a Crucii Roșii Ruse, care a ajuns la Addis Abeba după trei luni de la victoria lui Menelik de la Adwa.
Italienii au suferit pierderi de aproximativ 7.000 de morți și 3.000 de prizonieri, 1.500 de răniți reușind să se retragă în Eritreea cu restul trupelor. Pierderile etiopienilor au fost estimate la aproximativ 4.000 de morți și 8.000 de răniți. În plus, 2.000 de askari etiopieni au fost uciși sau luați prizonieri. Dacă prizoierii italieni au fost tratat cât de bine au permis condițiile locale, aproximativ 800 de prizonieri askari, care au fost considerați trădători ai etiopienilor, au fost pedepsiți prin amputarea mâini drepte și a piciorului stâng. Menelik, care știa că războiul era foarte nepoplar în Italia, socialiștii italieni în particular condamnând politica guvernului Crispi, a ales să fie un învingător mărinimos, lăsând să se înțeleagă în mod clar că face diferența între poporul italian și Crispi.

## Unitatea națională formată în jurul lui Menelik al II-lea
Menelik al II-lea a fost un conducător remarcabil care a reușit să unească națiunea în lupta pentru respingerea invaziei europene. Punând în valoare mândria națională a etiopienilor și a războinicilor întăriți în lupte, Menelik a reușit să îi respingă pe italieni. Menelik a știut cum să se folosească de faptul că făcea parte din familia imperială și să câștige sprijinul celor mai importante familii pentruca să devină împărat în ciuda faptului că nu era primul în ordinea succesiunii la tron. Menelik a format o armată războinici care erau nu doar din regini îndepărtate ale imperiului, dar și cu religii sau culturi diferite. În bătălia decisivă a războiului, la Adwa, armata etiopiană era formată din reprezentanții a mai multor triburi, cu religii diferite, uniți pentru obținerea victoriei. Diferitele facțiuni au reuișit să lase deoparte diferențele și s-au unit pentru apărarea imperiului. Chiar și fiul lui Yohannes al IV-lea, cel de la care luase tronul Menelik, a luptat sub comanda împăratului pentru apărarea imperiului. 
Menelik a fost un conducător respectat, avea o ascendență care putea fi urmărită până la regele Solomon și regina din Saba. El și-a folosit statutul și puterea pentru crearea în mod pașnic a unor alianțe și pentru cucerirea celor căre i se opuneau. Împăratul a fost un negociator atât de iscusit, încât a reușit să unifice în mod pașnic aproape toate teritoriile vestice, nordice și centrale. Insistențele lui Menelik și amenințarea italiană l-au făcut pe Ras Mengesha Yohannes, prințul din Tigray, să i se alăture. Melenik nu doar că a cucerit grupuri etnice numeroase precum oromo, guarage și wolayta, dar a reușit să și-i apropie pe liderii acestor grupuri și să îi încorporeze în guvernul și consiliul de război al imperiului. Indiferent dacă diferitele etnii se alăturaseră de bună voie lui Menelik, sau fuseseră cucerite prin forța armelor, cu toate au putut să își exprime punctul de vedere în timpul domniei împăratului. 
În perioada 1888-1892, o treime din populața Etiopiei a murit în timpul a ceea ce a fost numită „Marea Foamete”. În urma acestui dezastru, Menelik și-a folosit relațiile pe care le avea în țările europene pentru modernizarea Etiopie. În scurtă vreme, afaceriștii europeni au început să vină în țară. În acest timp, Menelik a înființat prima bancă națională și a emis o monedă națională, a înființat sistemul poștal, a ordonat construirea de drumuri, căi ferate și centrale de producere a curentului electric. Banca și moneda națională au unificat poporul din punct de vedere economic și a produs stabilitate economică. Căile ferate, drumurile și poșta au contribuit la consolidarea unității naționale și interconectarea oamenilor și triburilor. Poate cea mai mare realizare a domniei sale a fost stabilirea capitalei la Addis Abeba, ceea ce a ost un component psihologic important în consolidarea națiunii. Capitala a devenit centrul națiunii, locul unde întreaga țară căuta sprijin și îndrumare. 

## Urmări
Menelik s-a retras în ordine în capitala Addis Abeba  și a așteptat ca efectul victoriei să se facă resimțit în Italia. În mai multe orașe italiene au izbucnit revolte și după două săptămâni guvernul Crispi s-a prăbușit în atmosfera generală de neîncredere față de „aventurile externe”.
Menelik a impus prevederi foarte favorabile etiopienilor în Tratatul de la Addis Abeba  din octombrie, care delimita frontierele Eritreii și prin care Italia era forțată să recunoască independența Etiopiei. Delegații din Regatul Unit și Franța, ale căror posesiuni coloniale se aflau în vecinătatea Etiopiei, au fost trimise în Addis Abeba pentru negocierea unor tratate cu noua putere regională. Datorită sprijinului diplomatic oferit unei națiuni creștine, prestigiul Rusiei în Etiopia a crescut foarte mult. Frații Mirko și Stjepan Seljan, care erau de fapt exploratori croați catolici, au fost foarte bine primiți în Etiopia în 1899, când au declarat în mod eronat că sunt ruși. Și influența Franței în Etiopia a crescut mult, în principal datorită faptului că îl sprijinise cu arme pe împărat. Unul dintre diplomații francezi de la Addis Abeba, prințul Henri de Orleans a notat: „Franța a oferit puști acestei țări și luându-i mâna împăratului ei ca o soră mai mare i-a explicat acestuia vechiul motto, care a gidat-o de-a lungul secolelor de mărăție și glorie: Onoare și Patrie!” O misiune diplomatică franceză a sosit la Addis Abeba în decembrie 1896 iar în martie anul următor a semant cu Etiopia un tratat descris ca „véritable traté d'alliance”. În schimb, creșterea influenței francezilor în Etiopia a produs îngrijorare în Regatul Unit, care se temea ca Parisul să nu obțină controlul asupra Nilului Albastru și îi forțeze pe englezi să părăsească Egiptul. Pentru ca să păstreze controlul asupra Nilului și Egiptului, britanicii au decis să în martie în 1896 să înainteze în aval pe fluviu în Sudan și să lichideze statul Mahdiyya. Pe 12 martie 1896, după ce a fost informat despre înfrângera italienilor la Adwa, premierul Lord Salisbury a ordonat forțelor britanice din Egipt să ocupe Sudanul mai înainte ca francezii să lichideze statul Mahdiyya, declarând că niciunei puteri ostilă Londrei nu i se va permite să controleze Nilul.

## Galerie

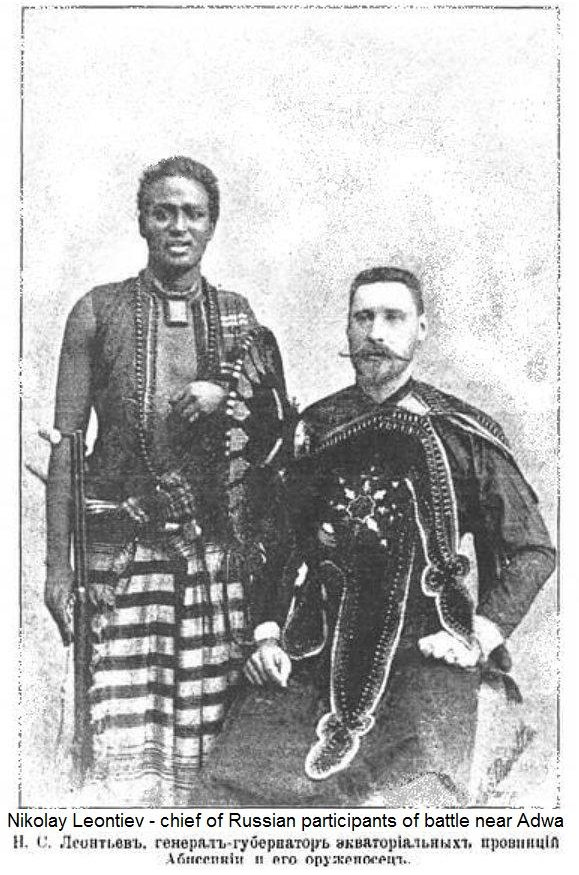
Ofițerul rus Nikolai Leontiev și un soldat al trupelor regulate etiopiene
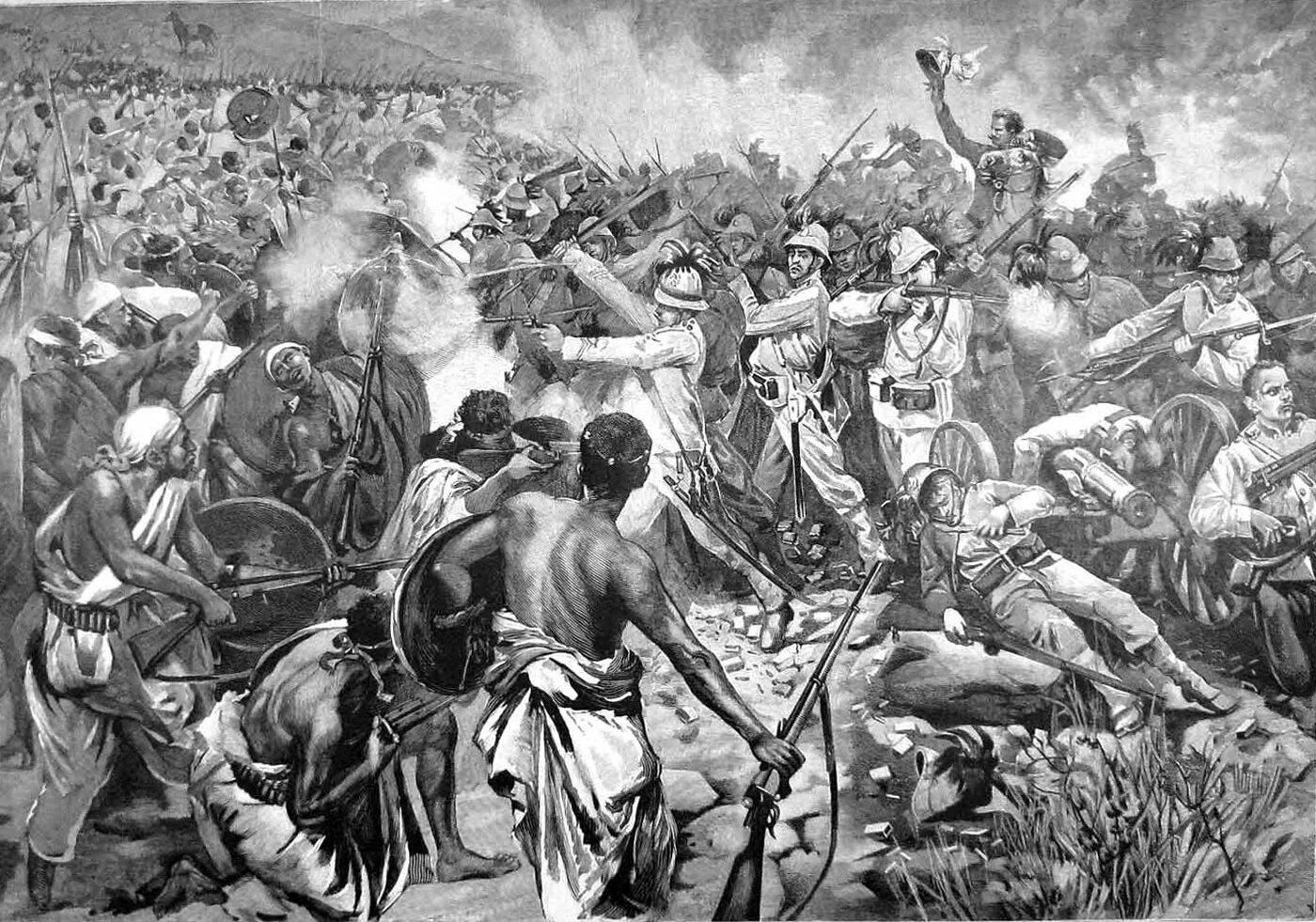
Bătălia de la Adwa
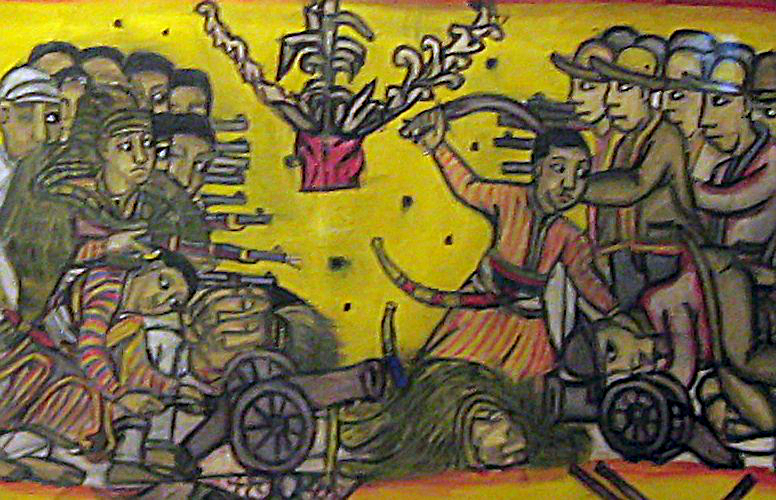
Bătălia de la Adwa – ilustrație etiopiană
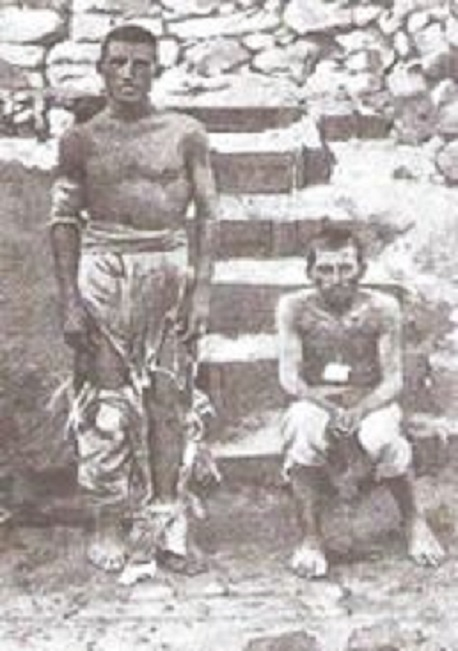
Prizonieri italieni capturați după Bătălia de la Adwa.

## Vedeți și:
- Al Doilea Război Italo-Etiopian (1935–1936)
- Imperiul colonial italian